# Ernst Berger (Politiker, 1881)
Ernst Johann Berger (* 25. März 1881 in Oppeln; † 10. November 1964 in Frankfurt am Main) war ein deutscher Jurist und Politiker.

## Leben
Als Sohn eines Werkführers einer Zigarrenfabrik geboren, studierte Berger nach dem Besuch des Gymnasiums in Oppeln an der Universität Breslau Rechtswissenschaft. 1900 wurde er Mitglied der Breslauer Burschenschaft Saxonia im ADB. Nach den Examen wurde er Rechtsanwalt in Krappitz. Er trat 1912 in den höheren preußischen Verwaltungsdienst und kam nach Breslau. Er wurde 1915 Konsistorialrat in der Königsberger Kirchenverwaltung, später Vortragender Rat bzw. Regierungsrat im Preußischen Innenministerium. Er war 1921 maßgeblich an der Vorbereitung der Volksabstimmung in Oberschlesien beteiligt. 1922 wurde er Oberpräsidialrat und 1. Vizepräsident des Oberpräsidiums der neuen Provinz Oberschlesien. Er war Vorsitzender des Oberschlesischen Provinzialmilchausschusses. Von 1927 bis 1933 war er Oberbürgermeister von Oppeln. Er war Mitglied der SPD, aus der er 1933 austrat. Nachdem ein 1933 gegen ihn eingeleitetes Verfahren wegen Korruptionsverdachtes – er war 1933 deswegen zwangsbeurlaubt worden – eingestellt worden war, arbeitete er wieder als Rechtsanwalt. Nach dem Zweiten Weltkrieg wurde er vertrieben. Von Anfang Juni 1945 bis 1946 war er als Bürgermeister im oberfränkischen Marktredwitz eingesetzt. Im Hessischen Innenministerium wurde er Ministerialrat und Leiter der Kommunalabteilung. 1947 gründete er den Schlesischen Heimatbund in Wiesbaden, 1949 die Landesgruppe Hessen der Schlesischen Landsmannschaft. Bei der Bundestagswahl 1949 kandidierte er erfolglos für die „Demokratische Wirtschafts und Aufbaugemeinschaft Hessen“ im Bundestagswahlkreis Wiesbaden. Er war auch Mitgründer der Bundeslandsmannschaft der Schlesier. 1952 wurde er 1. Präsident des Kirchentages evangelischer Schlesier in Hannover, wurde 1955 wiedergewählt und auf dem 3. Kirchentag Ehrenpräsident.